# لشکر هفدهم زرهی (ورماخت)
لشکر هفدهم ردهی (به آلمانی: 17. Panzer-Division) یکی از لشکرهای زرهی نیروی زمینی آلمان در دوره رایش سوم بود که در جنگ جهانی دوم به عملیات پرداخت.

## تاریخچه عملیاتی

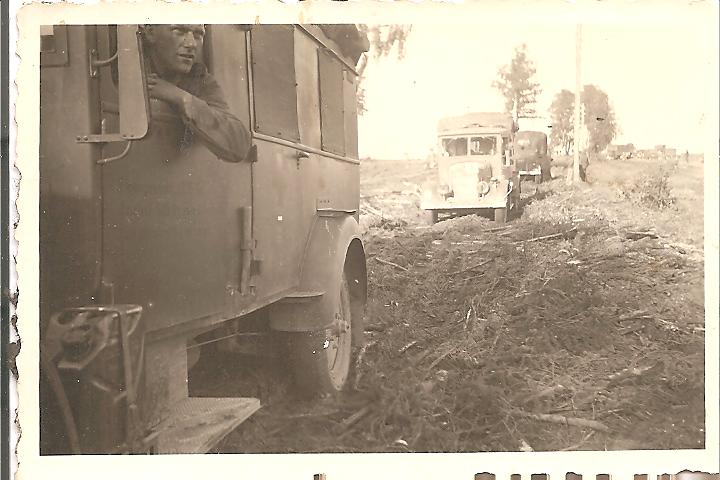
تانک های کراکن کرفتاگن

### شوروی
لشکر هفدهم زرهی در جریان آماده‌سازی برای عملیات بارباروسا، به کمک ریل و جاده تا ۱۱ ژوئن سال ۱۹۴۱ به نزدیکی ورشو در لهستان منتقل شد.

#### اسمولنسک
لشکر هفدهم زرهی به عنوان بخشی از سپاه ۴۷ موتوریزه از گروه زرهی ۲ هاینتس گودریان در گروه ارتش مرکز، در جریان مراحل آغازین نبرد اسمولنسک، همچنان درگیر پاکسازی ناحیه تحت محاصره در جنوب غربی میسنک بود. گودریان روز ۳ ژوئیه به این لشکر دستور داد یک گروه رزمی برای تقویت دفاع سر پل رود برزینا در بوریسوف در شرق اعزام کند. پس از دفع موفقیت‌آمیز ضد حمله دشمن در این ناحیه، این لشکر در همراهی با لشکر هجدهم زرهی، حرکت آهسته اما مداوم خود به سمت شرق در جهت اورشا در ساحل رود دنیپر را ادامه داد. لشکر هفدهم زرهی که به فرمان ۵ ژوئیه گودریان، قصد دور زدن تجمع نیروی ارتش بیستم شوروی در اورشا را با رخنه در ناحیه ویتبسک در شمال داشت، روز بعد خود را به سنو رساند. در موقعیت با ضد حمله نیروهای مکانیزه دشمن مواجه شد. روز ۱۱ ژوئیه مقرر شد لشکر با تغییر مسیر از سر پل حاصل‌شده در کوپیس در جنوب اورشا توسط سایر نیروها، از روز دنیپر بگذرد. لشکر هفدهم زرهی با تلاش فراوان و در مقابل مقاومت شدید دشمن، روز ۱۳ ژوئیه بر اورشا مسلط شد. در پی مجروح شدن وبر در نبردهای روز ۱۷ ژوئیه ناحیه کراسنی، سرلشکر ویلهلم فون توما فرماندهی لشکر را عهده‌دار گشت. این لشکر در قالب سپاه ۴۷ موتوریزه مأمور به حفظ دیواره جنوبی محاصره در حال تشکیل در منطقه اسمولنسک بود. با فرا رسیدن لشکرهای پیاده‌نظام، لشکر هفدهم زرهی روز ۱۸ ژوئیه از طرف سپاه به جانب شهر اسمولنسک که زیر حملات دشمن برای بازپس‌گیری آن بود، فرستاده شد و توانست پس از دو روز نبرد سنگین شرایط را در جنوب شرقی آن به‌سامان کند. به هر صورت با درگیر بودن در این نقطه، بر خلاف میل گودریان، فعلاً امکان تمرکز لشکر بر یاری‌رسانی جهت تکمیل حلقه محاصره در ناحیه یارتسفو در شرق اسمولنسک نبود. به هر صورت حرکت آن به سمت شرق از روز ۲۰ ژوئیه از سرگرفته شد. لشکر هفدهم زرهی از روز ۲۴ ژوئیه تلاش برای اتصال به لشکر بیستم پیاده‌نظام موتوریزه در شمال برای بستن حلقه محاصره منطقه اسمولنسک را آغاز کرد. این اقدام در مواجهه با حملات منحرف‌کننده دشمن از سمت شمال شرقی و شرق، برای چند روز به نتیجه نرسید. بدین شکل بخشی نیروهای دشمن با استفاده از شکاف ۱۰ کیلومتری باقی‌مانده قادر به گریز از محاصره شدند. تا این زمان با درگیر بودن در نبردهای بدون پشتیبانی پیاده‌نظام و تحمل خسارات سنگین، تنها ۴۷ تانک عملیاتی برای لشکر هفدهم زرهی باقی مانده بود.